# Tomáš Zábranský
Tomáš Zábranský (5. dubna 1969 Hranice – 3. července 2021) byl český epidemiolog a adiktolog.

## Život
Narodil se 5. dubna 1969 v Hranicích v okrese Přerov. Část dětství a studia na gymnáziu prožil ve městě Zlín (tehdy Gottwaldov). V letech 1987–1993 vystudoval Lékařskou fakultu Univerzity Palackého v Olomouci. Na téže fakultě získal v roce 2001 titul Ph.D. v epidemiologii, hygieně a preventivním lékařství.
Jeho hlavními výzkumnými zájmy byly epidemiologie problémového užívání nelegálních drog a související morbidita a mortalita, epidemiologie krevně přenosných nemocí, kvalitativní výzkum neinstitucionalizované populace uživatelů nelegálních drog a ekonomické evaluace drogových programů a politik s důrazem na bezpečnostní a zdravotní dopady nelegálních trhů s těmito látkami. Věnoval se intenzivně léčebnému využití konopí a kanabinoidů – zasloužil se významně o zpřístupnění této léčby v ČR.
V listopadu 1989 byl členem studentského stávkového výboru Univerzity Palackého. Byl rovněž vedoucím kulturní sekce Stavovské unie studentů v Olomouci a působil ve studentském časopise Přetlak. Na toto období vzpomínal ve video rozhovoru 100 studentských revolucí vedeném v roce 2018. Během studií taky hrál ve vlastní kapele, psal do novin Telegraf a byl šéfredaktorem týdeníku Patriot.
V letech 1999–2001 se v rámci projektu Phare podílel na zřízení Národního monitorovacího střediska pro drogy a závislosti (NMS; Úřad vlády České republiky); poté byl externím spolupracovníkem NMS – podílel se na založení a naplňování cílů drogového informačního systému. Byl vedoucím studie Projekt analýzy dopadů novelizace drogové legislativy (PAD), která ověřovala dopady novelizace drogové legislativy v České republice po roce 1998 a hlavním autorem a editorem první výroční zprávy o stavu ve věcech drog v ČR připravené podle standardů Evropského monitorovacího centra pro drogy a drogovou závislost (Výroční zpráva o stavu ve věcech drog v České republice v roce 2001); dalších letech se na přípravě výročních zpráv podílel jako spoluautor a později v roli oponenta. Podílel se na založení časopisu Zaostřeno na drogy, kde byl spoluautorem prvního čísla, vydaného v roce 2003.
Národní monitorovací středisko pro drogy a závislosti vydalo několik dalších knižních publikací, na kterých se podílel jako spoluautor: Výskyt VHC u injekčních uživatelů drog (2009), Trendy na drogové scéně v ČR (2009), Smrtelná předávkování nelegálními drogami a těkavými látkami v ČR (2004). Byl autorem či spoluautorem těchto čísel časopisu Zaostřeno na drogy: 2003/05 Rekreační užívání drog – zásadní výzva, 2003/07 Měření prevalence a incidence užívání drog, 2004/04 Nové syntetické drogy, 2006/04 Drogové služby ve vězení.
Podílel se na projektu DDRSTP II – CR (Drug Demand Reduction Staff Training Programme), v jehož rámci mimo jiné vznikla rozsáhlá studijní monografie Drogy a drogové závislosti – mezioborový přístup, v níž byl autorem kapitol 1/4 Drogová epidemiologie a 1/7 Ekonomické aspekty užívání drog; ekonomická analýza jako podklad pro rozhodnutí o nejúčinnější dostupné intervenci.
V letech 2003–2004 působil v USA jako stipendista programu Hubert H. Humphrey Fellowship na Bloomberg School of Public Health, Johns Hopkins University a jako spolupracující výzkumník Národního institutu pro otázky zneužívání drog a Centra pro výzkum drogové politiky think-tanku RAND Corp.
V roce 2005 se podílel na vzniku oboru adiktologie a založení Kliniky adiktologie 1. lékařské fakulty Univerzity Karlovy a Všeobecné fakultní nemocnice v Praze (původně Centrum adiktologie Psychiatrické kliniky), kde byl řešitelem řady výzkumných projektů financovaných z českých i zahraničních zdrojů a vyučoval. Jedinečným byl jeho výzkum Společenské náklady užívání alkoholu, tabáku a nelegálních drog v ČR v roce 2007. Podílel se na zavádění oboru adiktologie do vzdělávacího systému Gruzie.
Vyučoval rovněž na své alma mater – Lékařské fakultě Univerzity Palackého v Olomouci (LF UP), kde byl i jedním z oceněných absolventů u příležitosti 70. výročí obnovení UP. V rámci působení na Ústavu veřejného zdravotnictví LF UP vydal studijní text Drogová epidemiologie. Ústav mu věnoval vzpomínku Zemřel Tomáš Zábranský, absolvent UP a vědec světového formátu.
V roce 2000 založil a od té doby vedl soukromou výzkumnou a poradenskou společnost ResAd, specializující se na výzkumné a rozvojové projekty v oblasti drogové epidemiologie, monitorování drogové situace, (proti)drogové politiky a na problematiku léčebného konopí a kanabinoidů. S týmem mezinárodních expertů se podílel na projektech v ČR i v zahraničí – zejména v zemích východní Evropy a střední Asie (projekty BUMAD, SCAD a CADAP). Vedl komponent DAMOS v projektu CADAP 5 (2010–2013) a komponent NFP v projektu CADAP 6 (2015–2019). Projekty byly realizovány v Kazachstánu, Kyrgyzstánu, Tádžikistánu, Turkmenistánu a Uzbekistánu; koordinovala je agentura Deutsche Gesellschaft für Internationale Zusammenarbeit (GIZ) GmbH. V rámci projektů CADAP byl hlavním editorem 25 knižních publikací.
Jako expert spolupracoval s agenturami OSN (UNDP – United Nations Development Programme) a EU (EMCDDA – European Monitoring Centre for Drugs and Drug Addiction). Od roku 2016 byl nezávislým členem správní rady EMCDDA, kam byl navržen a zvolen Parlamentem EU. V oblasti léčby konopím spolupracoval s úřady republiky Uruguay.
Byl zakladatelem a prvním ředitelem AdRes Institutu, zabývajícího se poradenstvím v oblasti závislostí (2014) a spolupodílel se na založení Ústavu pro společenský výzkum a vzdělávání (2017). V roce 2015 se stal spoluzakladatelem a členem správní rady společnosti ICCI International Cannabis and Cannabionoids Institute.
Rovněž byl hlavním organizátorem dvou mezinárodních konferencí konaných v Praze. V rámci konference Urban Drug Policies in the Globalised World (2010; ve spolupráci s Open Society Foundations) vznikla sedmibodová Pražská deklarace o principech účinné lokální protidrogové politiky.
Konference Léčebné konopí a kanabinoidy: Politika, věda a léčebné praxe (2015; Medical Cannabis and Cannabinoids: Policy, science and medical practice) se na jeho pozvání zúčastnili světoznámý vědec prof. Dr. Raphael Mechoulam, objevitel struktury a syntézy THC (účinné psychotropní složky marihuany), česko-izraelský vědec Dr. Lumír Hanuš, DrSc., s nímž T. Zábranský dlouhodobě spolupracoval, řada dalších světových vědců zabývajících se léčebným konopím či politiků – například Michel Kazatchkine, zvláštní vyslanec generálního tajemníka OSN a komisař Globální komise pro drogovou politiku. Během konference byla pacienty a jejich organizacemi ze 14 zemí EU, Kanady a USA založena Mezinárodní koalice pacientů pro léčebné konopí (International Medical Cannabis Patients Coalition, IMCPC), sdružující nemocné, kteří se léčí konopím, případně se jím léčit chtějí, ale nemají k němu legální přístup.
O racionální protidrogovou politiku se zasazoval už od počátku své kariéry, což se mimo jiné projevilo spoluautorstvím knihy Racionální protidrogová politika z roku 1997. Do češtiny přeložil publikaci Marshy Rosenbaum "Safety First: A Reality-Based Approach to Teens and Drugs" – příručku určenou rodičům adolescentů vydal Magistrát hl. m. Prahy pod názvem Bezpečnost především – realistický přístup k dospívajícím a drogám (2007).
Patřil k propagátorům substituční léčby závislosti u problémových uživatelů drog – viz například Zaostřeno na drogy 2003/02 vydané pod titulem Role substituce v oblasti léčby závislosti na drogách – publikace Evropského monitorovacího centra pro drogy a drogovou závislost, kterou přeložil do češtiny a doplnil o přehled historie a aktuálního stavu v ČR.
Inicioval a podílel se na aktivitách směřujících k umožnění léčebného využití konopí a přípravků z něj v ČR. Byl předsedou petičního výboru Petice za léčebné konopí, která usilovala o legislativní změny zpřístupňující pacientům léčbu konopím a umožňující jeho výzkum; petice vznikla v roce 2011. Navázala na odborný seminář, uskutečněný na půdě Poslanecké sněmovny Parlamentu ČR v dubnu 2010 pod záštitou poslance Ivana Langra a děkana 1. lékařské fakulty Univerzity Karlovy, profesora Tomáše Zimy. Byl členem správní rady KOPAC – Pacientského spolku pro léčbu konopím, založeného v roce 2013. Podílel se na činnosti Pracovní skupiny pro zpřístupnění konopí pro léčbu a výzkum v České republice (2011–2012) a Pracovní skupiny pro revizi postupu zavádění zákona pro léčbu konopím do praxe (2013–2014); obě působily jako poradní orgány Rady vlády pro koordinaci protidrogové politiky. Spolupodílel se na vzniku Státní agentury pro konopí pro léčebné použití (SAKL), působící v rámci Státního ústavu pro kontrolu léčiv (SÚKL).
V letech 2014–2017 byl členem sboru poradců předsedy vlády Bohuslava Sobotky, kde pokrýval protidrogovou problematiku. V letech 2014–16 pracoval jako externí poradce / zvláštní zmocněnec ministra zdravotnictví Svatopluka Němečka pro zavádění léčebného konopí do české lékařské praxe a pro otázky protidrogové politiky. Jako externí poradce spolupracoval rovněž s Ivanem Langerem v době jeho působení jako poslance a jako ministra vnitra (2006–2010).
Působil jako zástupce editora impaktovaného vědeckého časopisu Harm Reduction Journal, člen redakční rady impaktovaného časopisu Journal of Drug Issues a jediného českého oborového vědeckého časopisu Adiktologie. Byl členem několika českých odborných společností, Mezinárodního think-tanku pro analýzy drogové politiky (Velká Británie) a Referenční skupiny OSN pro otázky HIV/AIDS a užívání drog.
Byl autorem více než stovky publikací v recenzovaných časopisech a monografiích a dvou odborných knih. Na téma drog publikoval také v tištěných a elektronických médiích, vystupoval v televizi a rozhlase. Přehled citací jeho prací je dostupný na Google Scholar.
V letech 1993–1998 přeložil 22 beletristických a odborných knih z angličtiny, vesměs ve dvojici s Davidem Záleským; spolu v roce 1994 získali překladatelskou prémii v rámci Jungmannovy ceny za invenční překlad knihy Nanebepění (John Lennon).
Vzpomínky přátel a spolupracovníků shrnul Zdravotnický deník. Jindřich Vobořil (někdejší národní protidrogový koordinátor ČR) připomněl: 
„Od devadesátých let se Tomáš soustředil na vědecký přístup k tomu, co jsme my dělali v praxi. Zatímco jsme stavěli kontaktní centra a vymýšleli programy pro závislé, on se zaměřil na něco, co pomohlo k jejich dlouhodobému udržení navzdory změnám tehdejší politiky. S nástupem vlády Miloše Zemana začala přituhovat a změna celého přístupu státu k uživatelům návykových látek, kdy došlo k jejich dekriminalizaci, se bohužel vracela zpět. On dokázal prosadit na vládní úrovni studii, která mapovala, jaké negativní dopady tato změna skutečně má. Nikdo jsme mu nevěřili, ale on to nějakým zázrakem prosadil, a právě na základě dat, která získal, vláda postupně akceptovala, že uživatele nemá smysl zavírat do vězení, a současně, že politika státu má být evidence based, nikoliv vytvářená jen na základě dojmů či ideologie.“